# Izvoarele, Constanța
Izvoarele este un sat în comuna Lipnița din județul Constanța, Dobrogea, România. În trecut se numea Pârjoaia. La recensământul din 2002 avea o populație de 162 locuitori. În sat se păstrează o biserică de lemn unicat, pe stâlpi de lemn și împletitură de nuiele.
Petre Diaconu a lansat ipoteza că la Izvoarele se afla cetatea Sucidava, devenită apoi Dafne (Daphne). Așezarea romană de la aici era unul din cele două orașe de la Dunăre prin care goților li se permitea să facă negoț cu lumea romană, căci aici se afla un vad întrebuințat în întreaga epocă veche pentru trecerea Dunării.